# Piersigia crusta
Piersigia crusta är en kvalsterart som beskrevs av Mitchell 1955. Piersigia crusta ingår i släktet Piersigia och familjen Piersigiidae. Inga underarter finns listade i Catalogue of Life.